# Транспорт в Нижегородской области
Железная дорога появилась в 1862 году, а первый автомобиль — в 1896 году. В настоящее время Нижний Новгород — крупный транспортный узел. В областном центре расположены: железнодорожный вокзал, речной вокзал, грузовой порт, затон, несколько причалов для перевалки грузов. До 1994 года в Нижнем Новгороде располагалось одно из крупных государственных пароходств — Волжское объединённое речное пароходство, в дальнейшем приватизированное и распавшееся на несколько самостоятельных судоходных компаний. Кроме того, в городе расположено руководство Горьковской железной дороги (ГЖД), станция Нижний Новгород-Сортировочный и крупнейший на ГЖД контейнерный терминал Костариха. Проходит новый пассажирский ход Транссибирской магистрали. С 30 июля 2010 года по маршруту Нижний Новгород — Москва — Санкт-Петербург начали курсировать высокоскоростные поезда «Сапсан».
Через город проходят автодороги федерального М7, Р158 и регионального значения: Р125, Р152 и Р159. Трасса М7 является частью второго панъевропейского коридора.
На территории Автозаводского района расположен международный аэропорт Стригино. Таможенное оформление грузов осуществляется отделом на станции Костариха и на таможенном посту ГАЗ.

## Автомобильный транспорт

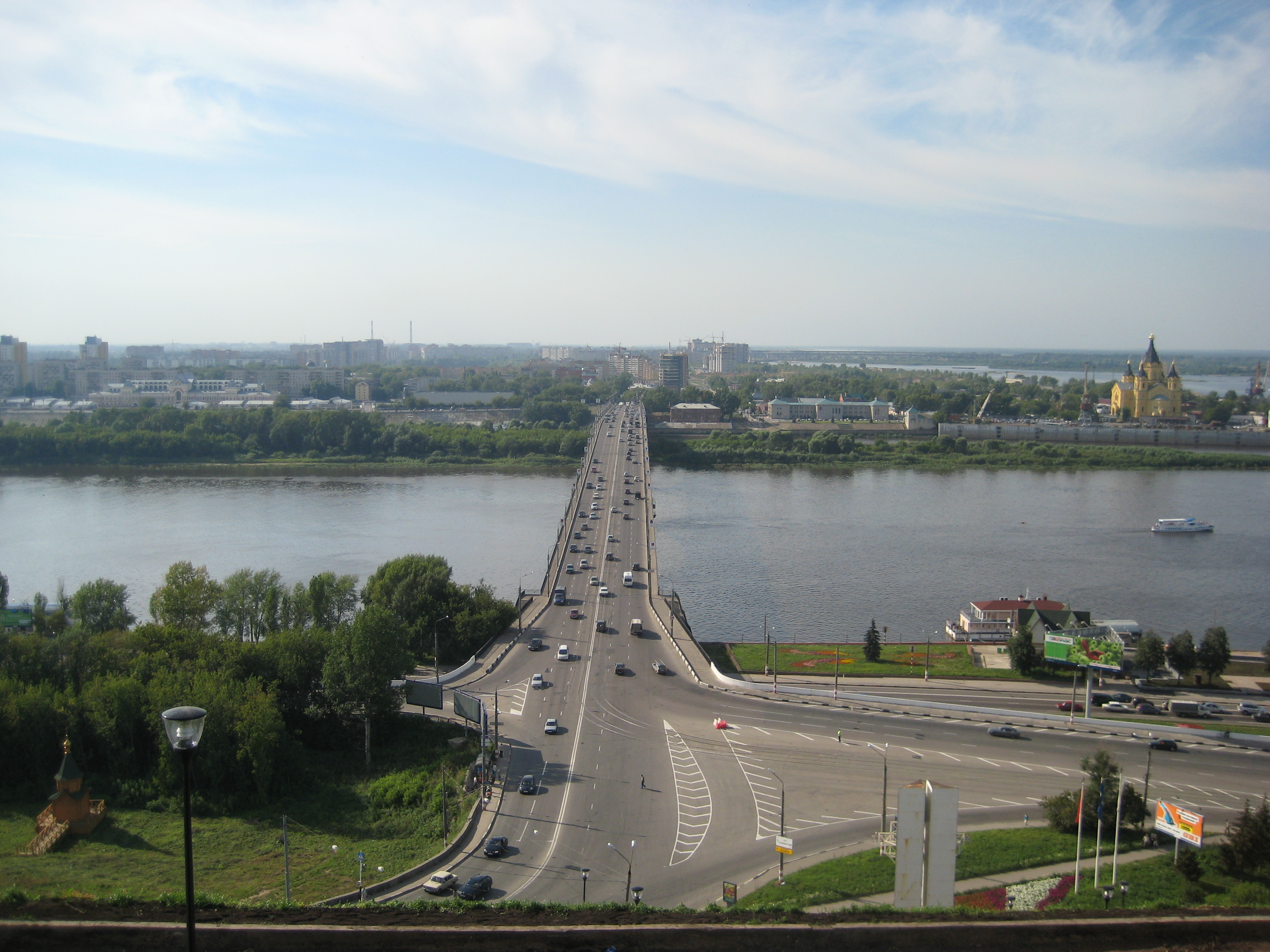
Канавинский мост

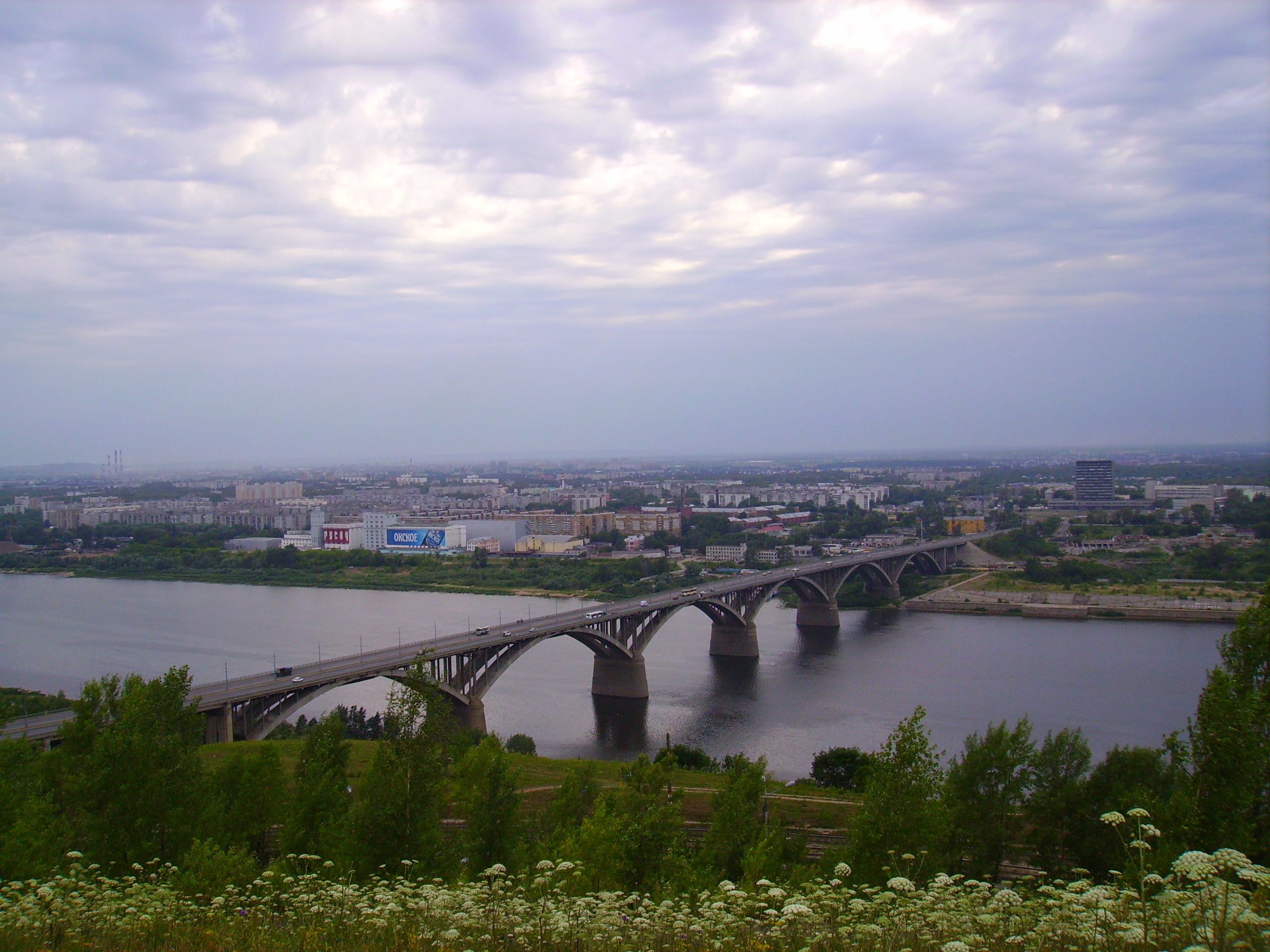
Молитовский мост

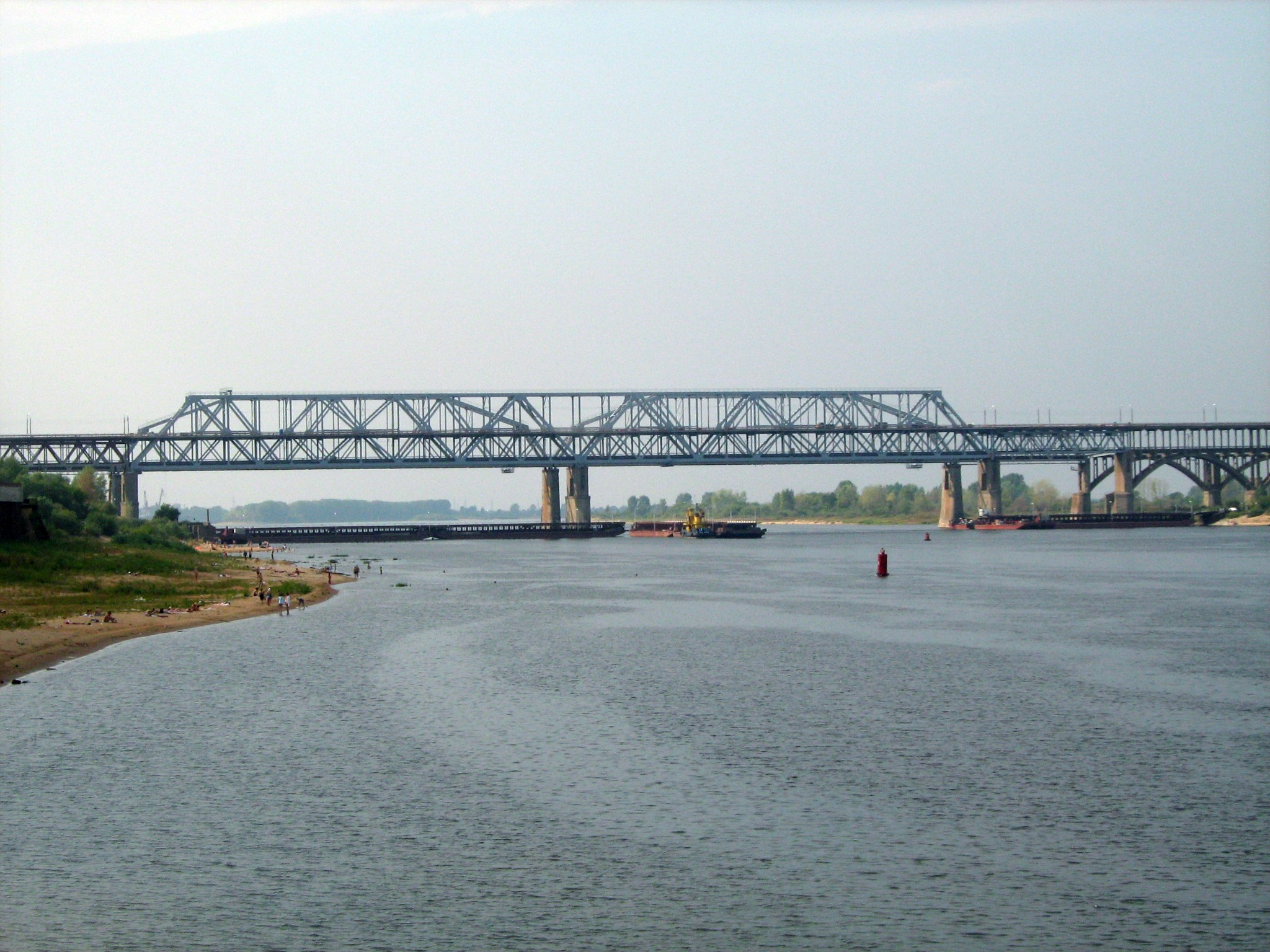
Понтонный, Борский и железнодорожный мосты

Первый автомобиль появился в Нижнем Новгороде в 1896 году.
По данным ГИБДД на 2010 год в Нижнем Новгороде зарегистрировано 326 тыс. автомобилей, что составляет 37% от общего числа автомобилей зарегистрированных в Нижегородской области.
По территории Нижегородской области проходят федеральные:
- М7,
- Р158

и региональные автомагистрали:
- Р72 Муром — Навашино,
- Р81,
- Р125,
- Р152,
- Р157,
- Р159,
- Р160,
- Р161,
- Р162.

Содержанием и строительством автомобильных дорог занимается «Главное управление автомобильных дорог Нижегородской области» (ГУАДНО).
В настоящее время через город проходят две автодороги федерального значения М7 и Р158, Южный обход Нижнего Новгорода и разрабатывается проект северного обхода. Вклад автомобильного транспорта в загрязнение атмосферного воздуха города составляет 83 %. Движение автомобильного транспорта затруднено на мостах через Оку и прилегающих улицах.
По состоянию на 2006 год плотность сети дорог составляла 1,6 км/км², что в два раза меньше нормы.
В 2007—2008 годах были разработаны проекты строительства надземных пешеходных переходов, которые, по мнению мэра, позволят сократить число установленных светофоров, при этом на 2008 год в Нижнем Новгороде насчитывалось 412 светофорных объектов.
В апреле 2008 года начала работать служба эвакуации автомобилей.

### Мосты
Нижний Новгород находится на слиянии двух крупных рек: Оки и Волги. Наибольшее естественное препятствие представляет Ока (изначально город закладывался как крепость на крутых берегах Оки и Волги) — она разделяет город на две приблизительно равные части. Автомобильные пробки на мостах и подходах к ним являются основной проблемой транспортной инфраструктуры Нижнего Новгорода.
Верхнюю и нижнюю части города соединяют автомобильные мосты через Оку: Канавинский, Молитовский, Мызинский. Рядом с Канавинским построен метромост, совмещённый с автомобильным. Открытие автомобильной части состоялось в День народного единства 4 ноября 2009 года.
На расстоянии 11 и 15 км от Мызинского выше по течению находятся железнодорожный Сартаковский и объездной Стригинский мосты, соединяющие Автозаводский район с пригородами.
Постоянных мостов через Волгу два: железнодорожный и совмещённый железнодорожно-автомобильный Борский мост. По ним проходит одно из направлений Транссиба: Нижний Новгород — Киров.
Совмещённый мост является единственным постоянно действующим автомобильным мостом на 300-километровом участке. Из-за низкой пропускной способности автомобильной части совмещённого моста (ширина — всего две полосы; периодически наводится дублирующий понтонный мост, который создаёт серьёзные препятствия судам (до 10—19 часов) при движении по основному водному пути в европейской части страны). С мая по 25 сентября 2007 года проводилась реконструкция автомобильной части моста: была расширена проезжая часть на 1 м (на 0,5 м с каждой стороны), уложена новая гидроизоляция и дорожное покрытие, часть температурных швов заменена на новые, немецкого производства. Во время реконструкции для переправы были задействованы: 1 полоса автомобильного моста, разводной понтонный мост и три парома. На ремонт было потрачено 110 млн рублей. Предположительно расширение дороги и замена асфальтового покрытия позволит автомобилям развивать скорость до 40 км/час, в результате чего пропускная способность моста увеличится в 1,6 раза.
В 2009 году сдан в эксплуатацию вантовый мост на трассе Р72 Муром — Навашино, заменивший собой понтонный мост, который действовал только в летнее время и имел малую грузоподъёмность.
Планируется строительство мостового перехода длиной 1500 м по низконапорной плотине в районе Большого Козино и платного балочного моста в районе Подновья.

## Водный транспорт

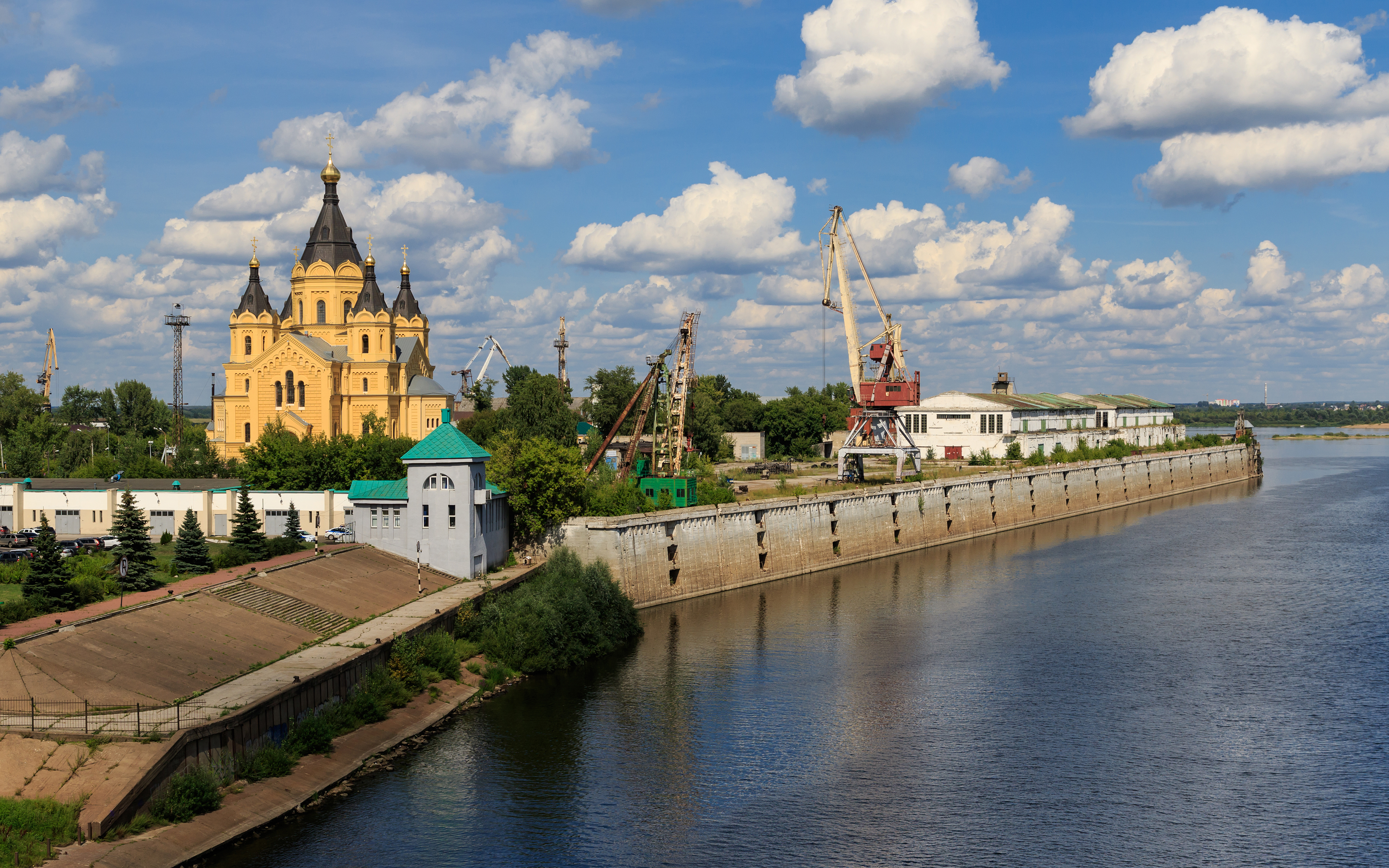
Нижегородский грузовой порт

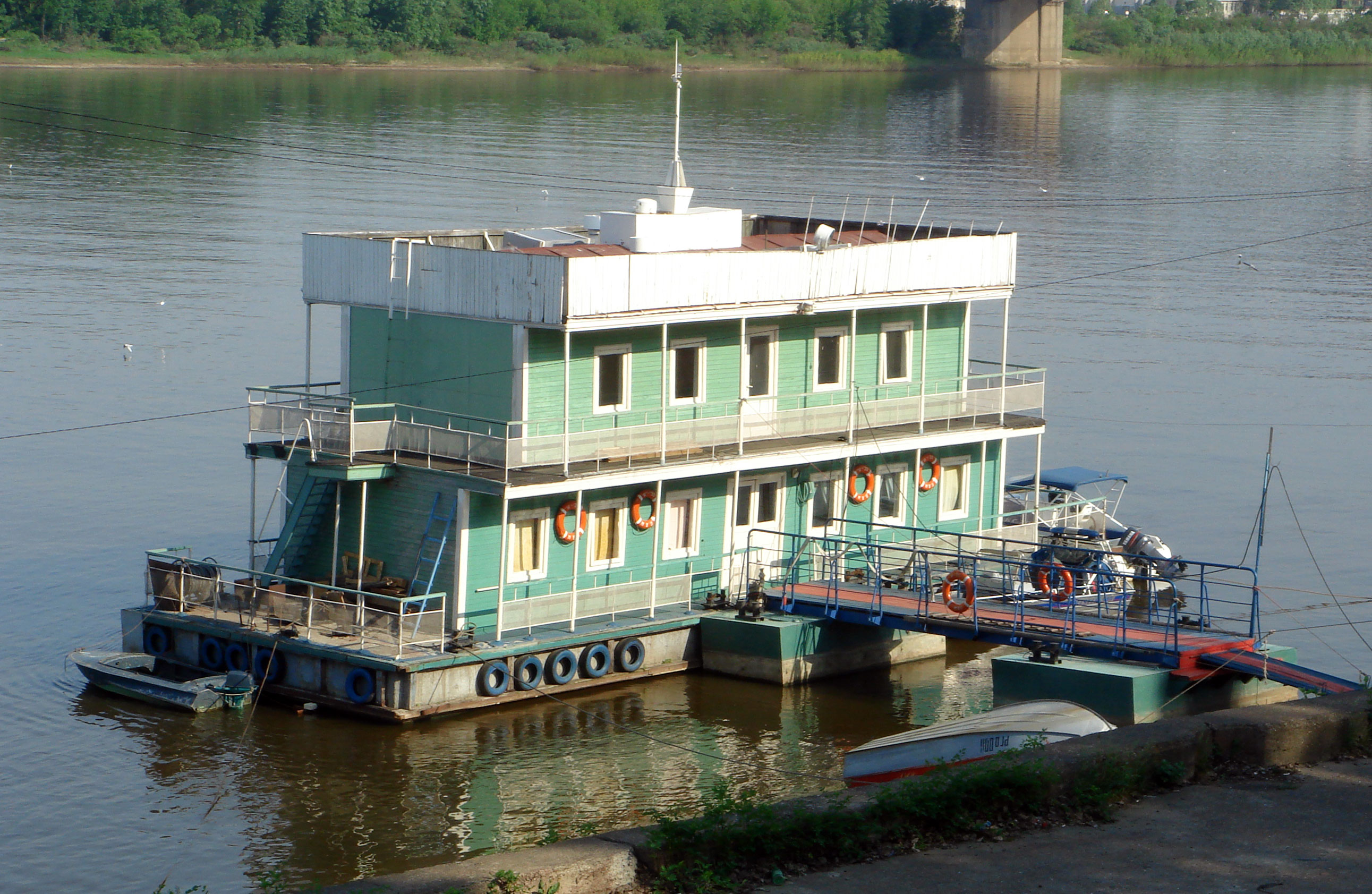
Дебаркадер на Оке (площадь Ленина)

Регулярное судоходство осуществляется по Волге, Оке, Ветлуге и Суре. Крупнейшие порты: Нижегородский, Дзержинский, Городецкий, Борский и Кстовский.
Областной центр расположен на стрелке двух больших рек — Оки и Волги. На территории города расположены: речной вокзал, грузовой порт, затон, несколько причалов для перевалки грузов. Обсуждается вопрос переноса грузового порта и строительство на его месте делового центра «Сити-стрелка».
Для расширения возможностей существующего порта, с учётом необходимости его дальнейшего переноса, для перевалки минерально-строительных грузов в Московском районе выбрана площадка для строительства нового комплекса.
В 2008 году предприятием «Логопром — Борский перевоз» под брендом «Речной экспресс „Звезда“» началась реализация круглогодичной скоростной переправы Нижний Новгород↔Бор. В марте 2009 года парк судов на воздушной подушке состоял из трёх десятиместных судов марки «Хивус» и двадцатиместного судна «Марс». За первый год работы было перевезено 200 тыс. пассажиров. 30 ноября 2009 года был перевезён 300 тысячный пассажир. Перерыв в навигации требуется только на период ледостава.
12 мая 2010 года в связи с закрытием Канавинского моста была открыта водная переправа от ул. Акимова до Александровского сада.

## Воздушный транспорт

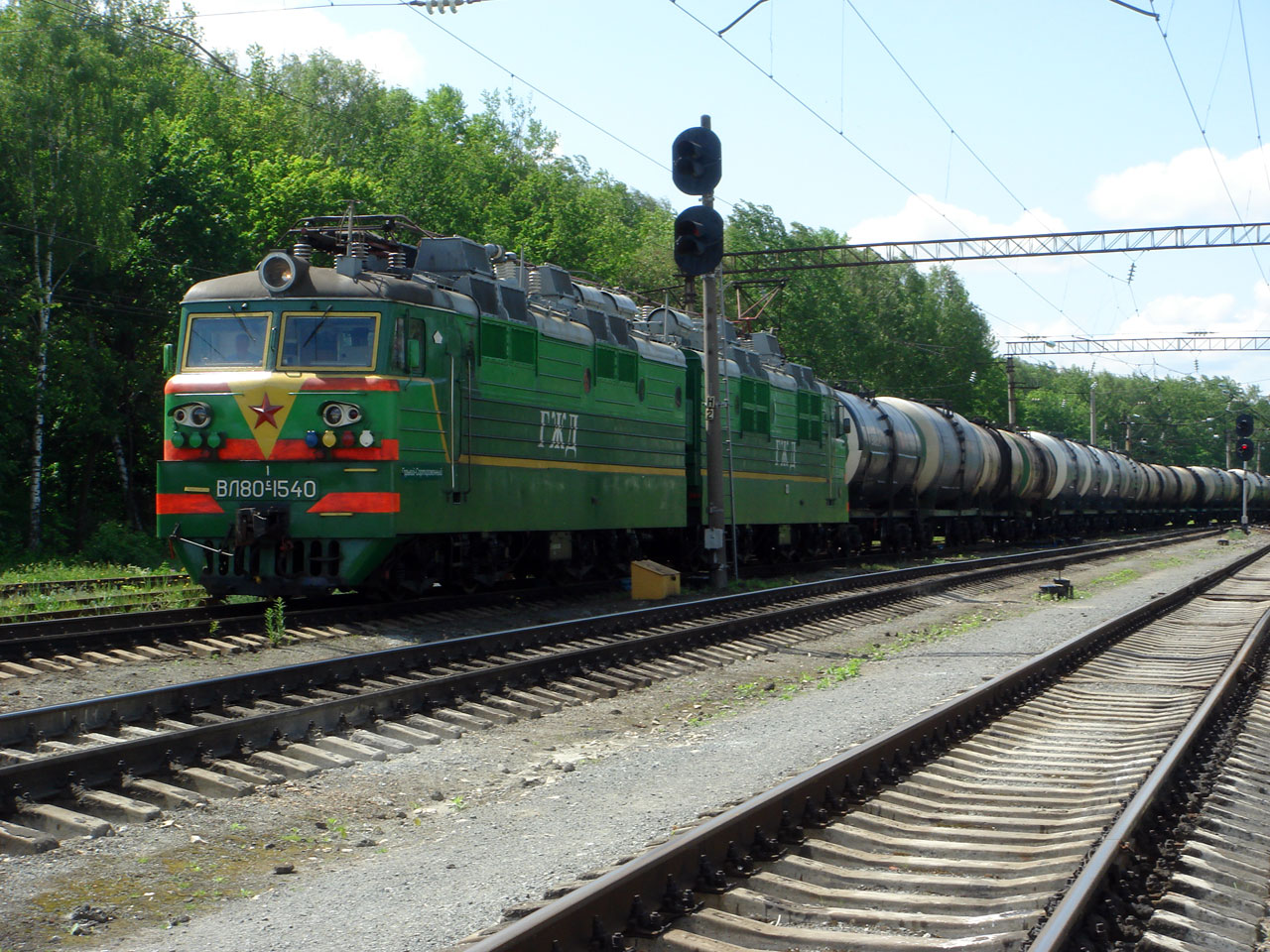
Поезд нефтеналивных цистерн на ветке к Зелецино

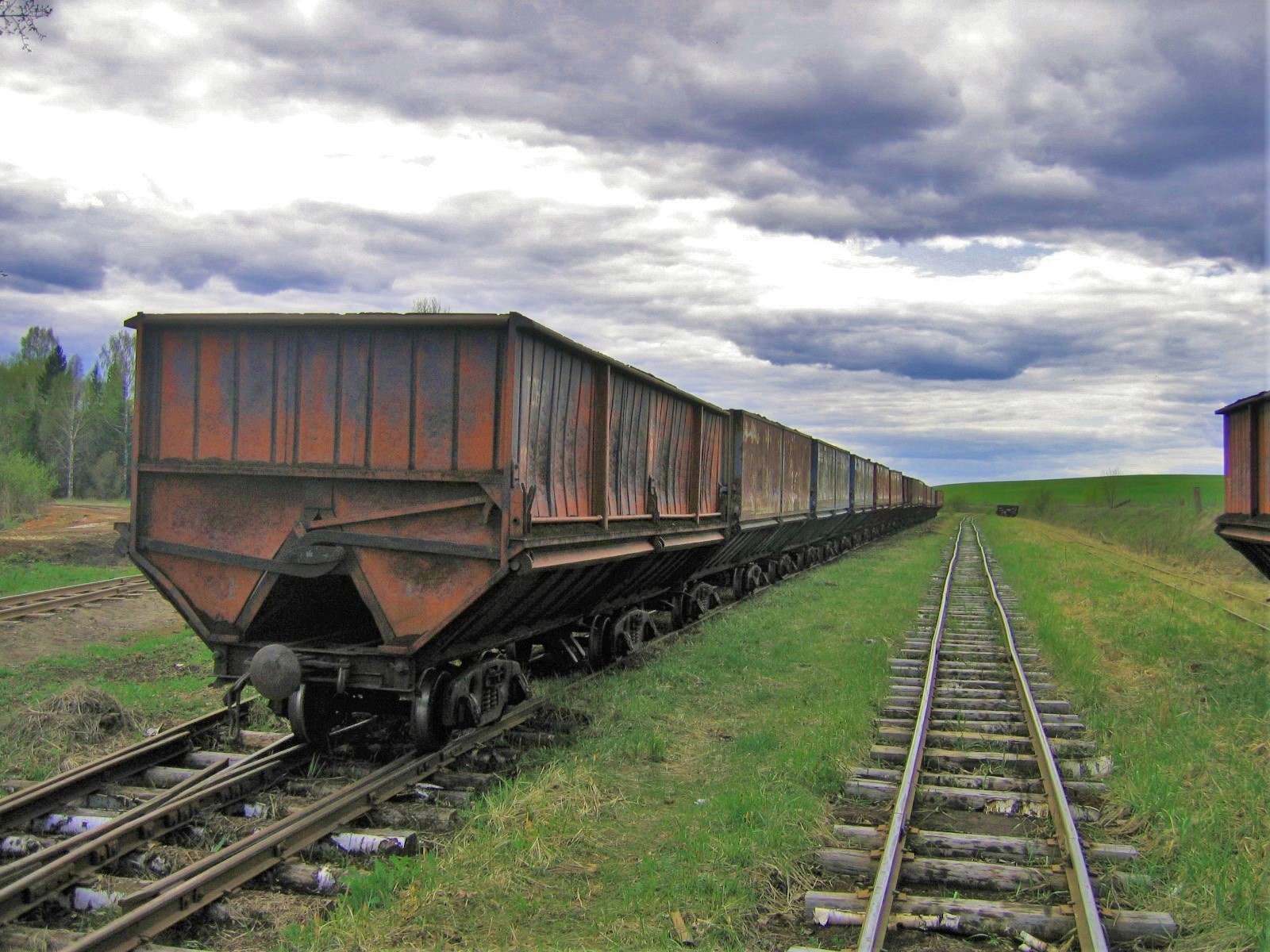
Узкоколейка Альцевского т/пр

В области действуют несколько аэропортов и авиабаз. По состоянию на 2011 год регулярные рейсы осуществляются из международного аэропорта «Нижний Новгород».

### Вертолётные площадки
На территории Нижнего Новгорода — несколько вертолётных площадок. Самые известные — на Гребном канале и у поворота на Зеленый город с трассы М7.
Вертолётная площадка в Щербинках использовалась для доставки А. Д. Сахарова во время ссылки из Горького в Саров (Арзамас-16).

## Железнодорожный транспорт
Железная дорога появилась в 1862 году.
В Нижнем Новгороде находится руководство Горьковской железной дороги. 30 июля 2010 года было открыто скоростное движение Москва — Нижний Новгород.
Все железнодорожные магистрали на территории области входят в состав Горьковской железной дороги, управление которой расположено в Нижнем Новгороде. Основные железнодорожные узлы расположены на территории Нижнего Новгорода и Арзамаса. По ветке Москва — Нижний Новгород с 2010 года открыто скоростное движение поездов «Сапсан».
Узкоколейные железные дороги на территории области:
- Узкоколейная железная дорога завода «Капролактам» - находится в промзоне города Дзержинск.
- Узкоколейная железная дорога Пешеланского гипсового завода «Декор-1» - находится в окрестностях города Арзамас.
- Узкоколейная железная дорога Альцевского торфопредприятия - находится в Тоншаевском районе посёлке Пижма
- Узкоколейная железная дорога Керженского торфопредприятия - находится в Борском районе посёлке Керженец.